# Drama-ui je-wang
Drama-ui je-wang (hangŭl: 드라마의 제왕, lett. Il re dei drama; titolo internazionale: The King of Dramas; latinizzazione riveduta: Deurama-ui je-wang) è una serie televisive sudcoreana trasmessa dal 5 novembre 2012 all'8 gennaio 2013 su SBS.

## Trama
Il serial ruota intorno ad Anthony Kim, il brillante amministratore delegato di una casa di produzione di drama che farebbe di tutto pur di ottenere denaro e fama. In grado di trasformare ogni serie in un successo, la sua carriera subisce una brusca battuta d'arresto a causa di un decesso sul set. Per tornare al suo status sociale precedente, Anthony si mette all'opera per trasmettere il drama The Morning of Keijo, chiedendo l'aiuto dell'idealista Lee Go-eun, che sogna di diventare una nota sceneggiatrice, e dell'attore bello ma egoista Kang Hyun-min.

## Personaggi e interpreti
- Anthony Kim, interpretato da Kim Myung-min
- Lee Go-eun, interpretata da Jung Ryeo-won
- Kang Hyun-min, interpretato da Choi Siwon
- Oh Jin-wan, interpretato da Jung Man-shik
- Sung Min-ah, interpretata da Oh Ji-eun
- Nam Woon-hyung, interpretato da Nam Woon-hyung
- Gu Young-mok, interpretato da Jung In-ki

## Ascolti
| Episodio | Data di trasmissione | Audience media      | Audience media             | Audience media      | Audience media             |
| Episodio | Data di trasmissione | Dati TnMS           | Dati TnMS                  | Dati AGB            | Dati AGB                   |
| Episodio | Data di trasmissione | A livello nazionale | Area metropolitana di Seul | A livello nazionale | Area metropolitana di Seul |
| -------- | -------------------- | ------------------- | -------------------------- | ------------------- | -------------------------- |
| 1        | 5 novembre 2012      | 6,5%                | 8,0%                       | 6,5%                | 7,6%                       |
| 2        | 6 novembre 2012      | 6,6%                | 9,1%                       | 7,3%                | 8,6%                       |
| 3        | 12 novembre 2012     | 8,9%                | 10,8%                      | 7,1%                | 8,9%                       |
| 4        | 13 novembre 2012     | 9,2%                | 10,6%                      | 7,3%                | 8,5%                       |
| 5        | 19 novembre 2012     | 8,1%                | 9,7%                       | 8,1%                | 9,8%                       |
| 6        | 20 novembre 2012     | 8,3%                | 10,5%                      | 7,7%                | 9,0%                       |
| 7        | 26 novembre 2012     | 8,7%                | 10,7%                      | 6,8%                | 7,7%                       |
| 8        | 27 novembre 2012     | 8,6%                | 10,6%                      | 6,9%                | 8,1%                       |
| 9        | 3 dicembre 2012      | 8,5%                | 10,1%                      | 7,4%                | 8,2%                       |
| 10       | 4 dicembre 2012      | 8,8%                | 10,1%                      | 8,9%                | 10,0%                      |
| 11       | 10 dicembre 2012     | 9,2%                | 10,9%                      | 7,3%                | 8,3%                       |
| 12       | 11 dicembre 2012     | 8,1%                | 9,6%                       | 7,1%                | 8,1%                       |
| 13       | 17 dicembre 2012     | 7,2%                | 8,4%                       | 6,7%                | 7,8%                       |
| 14       | 18 dicembre 2012     | 7,4%                | 8,7%                       | 7,5%                | 7,9%                       |
| 15       | 24 dicembre 2012     | 6,8%                | 7,6%                       | 6,6%                | 7,9%                       |
| 16       | 25 dicembre 2012     | 7,1%                | 8,2%                       | 6,9%                | 8,4%                       |
| 17       | 1º gennaio 2013      | 7,4%                | 9,4%                       | 6,6%                | 8,3%                       |
| 18       | 7 gennaio 2013       | 7,6%                | 9,2%                       | 6,7%                | 8,0%                       |

## Colonna sonora
- Engraved in My Heart (가슴에 새겨져) – Lee Hyun
- Blinded by Love (사랑에 멀어서) – Yeesung
- Everything Looks Like You (다 너로 보인다) – Melody Day
- Because It's Heaven (Winter Rain) (천국이니까 (Winter Rain)) – MBLAQ
- Beggar-Like Love (거지 같은 사랑) – E2RE
- Tuesday Song – Big Baby Driver
- Engraved in My Heart (Inst.) (가슴에 새겨져 (Inst.))
- Blinded by Love (Inst.) (사랑에 멀어서 (Inst.))
- Everything Looks Like You (Inst.) (다 너로 보인다 (Inst.))
- Because It's Heaven (Winter Rain) (Inst.) (천국이니까 (Winter Rain) (Inst.))